# Martin Kulich (fotbalista)
Martin Kulich (* 20. srpna 1964, Detva) je bývalý slovenský fotbalista, záložník.

## Fotbalová kariéra
Hrál za DAC Dunajská Streda. V evropských pohárech nastoupil ve 2 utkáních. V československé lize nastoupil v 15 utkáních a dal 2 góly.